# Herren är min herde, ingenting skall fattas mig
Herren är min herde, ingenting skall fattas mig, kallas ofta bara "Herren är min herde" är en psaltarpsalm med text från Psaltaren 23. Musiken är komponerad av Roland Forsberg 1976 och bearbetad 1979.

## Publicerad i
- Den svenska psalmboken 1986 som nr 653 under rubriken "Psaltarpsalmer och cantica".
- Psalmer och Sånger 1987 som nr 753 under rubriken "Psaltarpsalmer och andra sånger ur bibeln".[1]